# Franca Badeschi
Franca Badeschi (1940) è un'attrice italiana.

## Biografia
Mentre frequenta il Centro sperimentale di cinematografia, esordisce a diciassette anni nel film I dritti di Mario Amendola. Due anni dopo, una volta diplomata, è co-protagonista di una riduzione televisiva della commedia Le due orfanelle in coppia con Giulia Lazzarini. Nel corso della sua carriera, conclusa nel 1965, si è dedicata perlopiù alla prosa lavorando con attori come Virna Lisi, Nino Besozzi, Ernesto Calindri, Luca Ronconi, Anna Campori, Pietro De Vico.

## Filmografia
- I dritti, regia di Mario Amendola (1957)
- Valeria ragazza poco seria, regia di Guido Malatesta (1958)
- Napoli è tutta una canzone, di Ignazio Ferronetti (1959)
- La tragica notte di Assisi, di Raffaello Pacini (1960)
- Madri pericolose, di Domenico Paolella (1960)
- I sette gladiatori, regia di Pedro Lazaga (1962)
- Una tragedia americana (1962, sceneggiato televisivo)
- Le sedicenni, regia di Luigi Petrini (1965)

## Prosa televisiva
- Le due orfanelle. Riduzione televisiva della commedia di Adolphe D'Ennery ed Eugène Cormon. 1959
- Il romanzo di un maestro, di Edmondo De Amicis. 1960
- Anna e il telefono, originale televisivo in due tempi di Paolo Levi. 1961
- Arsenico per due, di Mario Casacci, Alberto Ciambricco e Giuseppe Aldo Rossi. 1961
- Il salotto di Oscar Wilde, di Paola Ojetti e Belisario Randone. 1961
- Una gardenia per Helena Carrel, Mario Casacci, Alberto Ciambricco e Giuseppe Aldo Rossi. 1961
- Il Ballo dei ladri, di Jean Anouilh. 1962
- Una tragedia americana, di Theodore Dreiser. 1963
- Il maestro dei ragazzi, di Giovanni Verga. 1963
- Mille franchi di ricompensa, di Victor Hugo. 1964
- I grandi camaleonti, di Federico Zardi. 1964

## TV dei ragazzi
- Giovanna, la nonna del Corsaro Nero, rivista musicale di Vittorio Metz. 1961